# Дискография Крейга Дэвида
Британский певец Крейг Дэвид выпустил восемь студийных альбомов, три сборника и шестьдесят четыре сингла. Дебютный студийный альбом Дэвида Born to Do It был выпущен в августе 2000 года; он содержал синглы «Fill Me In», «7 Days», «Walking Away» и «Rendezvous». Альбом достиг первого места в 8 странах. В Великобритании было продано 225 320 копий за первую неделю. Таким образом, он стал самым быстро продаваемым дебютным альбомом, когда-либо выпущенным британским мужским сольным исполнителем, рекорд, который альбом удерживает до сих пор. Born to Do It с тех пор был указан как 45-й самый быстро продаваемый альбом когда-либо и получил 6-кратный платиновый статус от Британской ассоциации производителей фонограмм (BPI) за отгрузку 1,8 миллиона копий. Он стал 35-м самым продаваемым альбомом десятилетия в Великобритании. По состоянию на апрель 2020 года альбом был продан тиражом более 1,94 миллиона копий в Великобритании. В 2002 году Дэвид выпустил свой второй студийный альбом Slicker Than Your Average, с которого вышло шесть синглов, и по состоянию на ноябрь 2013 года было продано более 3,5 миллионов копий по всему миру. За этим последовал выпуск в 2005 году третьего альбома The Story Goes..., который был продан тиражом более 300 000 копий только в Великобритании, достигнув 1-го места в UK R&B Albums Chart. Четвёртый студийный альбом Дэвида был выпущен в ноябре 2007 года; Trust Me был продан тиражом более 100 000 копий в Великобритании и достиг 8-го места в главном чарте альбомов этой страны. В 2008 году Дэвид выпустил свой первый сборник лучших хитов Greatest Hits; альбом был продан тиражом более 60 000 экземпляров.
Следующий альбом Дэвида, Signed Sealed Delivered (2010), продемонстрировал дальнейшее падение коммерческих продаж и позиций в чартах — по состоянию на январь 2016 года в Великобритании было продано 33 779 копий альбома.
После пятилетнего перерыва Дэвид вернулся со своим шестым студийным альбомом Following My Intuition в 2016 году, увидев возвращение успеха; альбом дебютировал на первом месте в UK Albums Chart, став первым альбомом Дэвида, возглавившим чарт с тех пор, как его дебютный альбом Born to Do It достиг первой позиции в 2000 году. С альбома Following My Intuition Крейг выпустил семь синглов: «Nothing Like This», «One More Time», «No Holding Back», «Ain’t Giving Up», «Change My Love», «All We Needed» и «When the Bassline Drops», последний из которых был записан при участии Big Narstie, достиг 10-го места в UK Singles Chart и по состоянию на апрель 2025 года был продан тиражом более 600 000 копий в этой стране. Седьмой и восьмой студийные альбомы Дэвида, The Time Is Now и 22, были выпущены в 2018 и 2022 годах соответственно и вошли в десятку лучших альбомов в Великобритании.
Девятый студийный альбом Крейга Дэвида Commitment должен выйти 8 августа 2025 года; ему предшествовали синглы «In Your Hands», «SOS», «Commitment» и «Wake Up».

## Альбомы

### Студийные альбомы
| Born to Do It                                                                       | - Выпущен: 14 августа 2000 - Лейбл: Wildstar (#CDWILD32) - Формат: CD, кассета                    | 1               | 2               | 5               | 3               | 1               | 7               | 1               | 1               | 6               | 11              | - UK: 1,860,000 | - BPI: 6× Platinum - ARIA: 4× Platinum - BVMI: Platinum - IFPI SWI: Platinum - RIAA: Platinum - SNEP: Platinum |  |  |
| Slicker Than Your Average                                                           | - Выпущен: 19 ноября 2002 - Лейбл: Wildstar (#CDWILD42) - Формат: CD                              | 4               | 5               | 6               | 16              | 27              | 11              | 19              | 26              | 6               | 32              |                 | - BPI: 2× Platinum - ARIA: 2× Platinum - BVMI: Gold - IFPI SWI: Gold - RIAA: Gold - SNEP: Gold                 |  |  |
| The Story Goes...                                                                   | - Выпущен: 6 сентября 2005 - Лейбл: Warner Bros. (#2564625222) - Формат: CD, цифровая дистрибуция | 5               | 9               | 5               | 13              | 45              | 5               | 6               | 11              | 3               | —               |                 | - BPI: Platinum - SNEP: Gold                                                                                   |  |  |
| Trust Me                                                                            | - Выпущен: 12 ноября 2007 - Лейбл: Warner Bros. (#2564697131) - Формат: CD, цифровая дистрибуция  | 18              | 59              | 18              | 62              | 76              | 19              | 37              | 53              | 16              | —               |                 | - BPI: Gold |  |  |
| Signed Sealed Delivered                                                             | - Выпущен: 29 марта 2010 - Лейбл: Universal Motown (#2733585) - Формат: CD, цифровая дистрибуция  | 13              | 24              | —               | —               | —               | 56              | 93              | —               | 93              | —               |                 | |  |  |
| Following My Intuition                                                              | - Выпущен: 30 сентября 2016 - Лейбл: Sony - Формат: CD, цифровая дистрибуция                      | 1               | 29              | 124             | 85              | —               | 70              | 62              | —               | 43              | —               | - UK: 114,400   | - BPI: Gold |  |  |
| The Time Is Now                                                                     | - Выпущен: 26 января 2018 - Лейбл: Sony - Формат: CD, цифровая дистрибуция                        | 2               | 43              | 157             | 97              | 53              | —               | 56              | —               | 75              | —               |                 | - BPI: Silver                                                                                                  |  |  |
| 22                                                                                  | - Выпущен: 30 сентября 2022 - Лейбл: TS5, Moor Records - Формат: CD, цифровая дистрибуция         | 7               | —               | —               | —               | —               | —               | —               | —               | —               | —               |                 | |  |  |
| Commitment                                                                          | - Выпущен: 8 августа 2025 - Лейбл: Believe Music - Формат: CD, цифровая дистрибуция               | Шаблон:TableTBA | Шаблон:TableTBA | Шаблон:TableTBA | Шаблон:TableTBA | Шаблон:TableTBA | Шаблон:TableTBA | Шаблон:TableTBA | Шаблон:TableTBA | Шаблон:TableTBA | Шаблон:TableTBA | Шаблон:TableTBA | Шаблон:TableTBA                                                                                                |  |  |
| "—" означает, что альбом не попал в чарт, либо не был выпущен на данной территории. |                                                                                                   |                 |                 |                 |                 |                 |                 |                 |                 |                 |                 |                 | |  |  |

### Сборники
| Название                                                                            | Сведения                                                                                         | Строчки в хит-парадах | Строчки в хит-парадах | Продажи      | Сертификаты   |
| Название                                                                            | Сведения                                                                                         | UK                    | ITA                   | Продажи      | Сертификаты   |
| ----------------------------------------------------------------------------------- | ------------------------------------------------------------------------------------------------ | --------------------- | --------------------- | ------------ | ------------- |
| Remixes & Live                                                                      | - Выпущен: 2001 - Лейбл: M6 interactions - Формат: CD                                            | —                     | —                     |              |               |
| Greatest Hits                                                                       | - Выпущен: 24 ноября 2008 - Лейбл: Warner Bros. (#8256462978) - Формат: CD, цифровая дистрибуция | 28                    | 45                    | - UK: 34,697 | - BPI: Silver |
| Rewind — The Collection                                                             | - Выпущен: 3 марта 2017 - Лейбл: Sony - Формат: Цифровая дистрибуция                             | —                     | —                     |              | - BPI: Gold   |
| "—" означает, что альбом не попал в чарт, либо не был выпущен на данной территории. |                                                                                                  |                       |                       |              |               |

## Синглы

### Как ведущий артист
| «Fill Me In»                                                                       | 2000 | 1   | 6  | 34 | 37 | 7  | 29 | 8  | 28 | 45 | 15 | - BPI: Platinum - ARIA: Platinum - RMNZ: Gold                              | Born to Do It             |
| «7 Days»                                                                           | 2000 | 1   | 4  | 19 | 22 | 3  | 9  | 7  | 21 | 20 | 10 | - BPI: 2× Platinum - ARIA: Platinum - BVMI: Gold - RMNZ: Gold - SNEP: Gold | Born to Do It             |
| «Walking Away»                                                                     | 2000 | 3   | 5  | 22 | 46 | 9  | 14 | 11 | 13 | 24 | 44 | - BPI: Gold - ARIA: Platinum - RMNZ: Gold                                  | Born to Do It             |
| «Rendezvous»                                                                       | 2001 | 8   | 28 | 61 | 86 | 29 | 49 | 56 | —  | 74 | —  | - BPI: Silver                                                              | Born to Do It             |
| «What’s Your Flava?»                                                               | 2002 | 8   | 10 | 20 | 35 | 22 | 12 | 12 | 31 | 13 | —  | - ARIA: Platinum                                                           | Slicker Than Your Average |
| «Hidden Agenda»                                                                    | 2003 | 10  | 24 | 70 | 65 | 32 | 20 | 43 | 49 | 50 | —  |                                                                            | Slicker Than Your Average |
| «Rise & Fall» (при участии Стинга)                                                 | 2003 | 2   | 6  | 15 | 15 | 5  | 9  | 7  | 35 | 11 | —  | - ARIA: Gold                                                               | Slicker Than Your Average |
| «Spanish»                                                                          | 2003 | 8   | 60 | —  | —  | 31 | —  | 83 | —  | 39 | —  |                                                                            | Slicker Than Your Average |
| «World Filled With Love»                                                           | 2003 | 15  | 32 | 83 | 94 | —  | —  | —  | —  | 40 | —  |                                                                            | Slicker Than Your Average |
| «You Don’t Miss Your Water ('Til the Well Runs Dry)»                               | 2004 | 43  | —  | —  | —  | —  | —  | —  | —  | —  | —  |                                                                            | Slicker Than Your Average |
| «All the Way»                                                                      | 2005 | 3   | 31 | 23 | 38 | 27 | 12 | 47 | 33 | 18 | —  |                                                                            | The Story Goes...         |
| «Don’t Love You No More (I’m Sorry)»                                               | 2005 | 4   | 72 | 45 | 65 | 30 | 35 | —  | —  | 35 | —  |                                                                            | The Story Goes...         |
| «Unbelievable»                                                                     | 2006 | 18  | —  | —  | —  | 46 | —  | —  | —  | —  | —  |                                                                            | The Story Goes...         |
| «Hot Stuff (Let’s Dance)»                                                          | 2007 | 7   | 29 | 15 | 37 | 19 | 18 | 47 | 10 | 11 | —  |                                                                            | Trust Me                  |
| «6 of 1 Thing»                                                                     | 2008 | 39  | —  | —  | —  | —  | —  | —  | —  | —  | —  |                                                                            | Trust Me                  |
| «Officially Yours»                                                                 | 2008 | 158 | —  | —  | —  | —  | —  | —  | —  | —  | —  |                                                                            | Trust Me                  |
| «Where’s Your Love» (при участии Риты Ора и Тинчи Страйдера)                       | 2008 | 58  | —  | —  | —  | —  | —  | —  | —  | —  | —  |                                                                            | Greatest Hits             |
| «Insomnia»                                                                         | 2008 | 43  | 89 | —  | —  | —  | —  | 81 | —  | 84 | —  |                                                                            | Greatest Hits             |
| «Are You Up for This»                                                              | 2008 | —   | —  | —  | —  | —  | —  | —  | —  | —  | —  |                                                                            | Неальбомный сингл         |
| «One More Lie (Standing in the Shadows)»                                           | 2010 | 76  | —  | —  | —  | —  | —  | —  | —  | —  | —  |                                                                            | Signed Sealed Delivered   |
| «All Alone Tonight (Stop, Look, Listen)»                                           | 2010 | —   | —  | —  | —  | —  | —  | —  | —  | —  | —  |                                                                            | Signed Sealed Delivered   |
| «When the Bassline Drops» (в сотрудничестве с Big Narstie)                         | 2015 | 10  | 74 | —  | —  | 61 | —  | —  | —  | —  | —  | - BPI: Platinum                                                            | Following My Intuition    |
| «Who Am I» (в сотрудничестве с Кэти Би и Major Lazer)                              | 2016 | 89  | —  | —  | —  | —  | —  | —  | —  | —  | —  |                                                                            | Honey                     |
| «Nothing Like This» (в сотрудничестве с Blonde)                                    | 2016 | 15  | 71 | —  | —  | 34 | —  | —  | 93 | —  | —  | - BPI: Platinum                                                            | Following My Intuition    |
| «One More Time»                                                                    | 2016 | 30  | —  | —  | —  | 92 | —  | —  | —  | —  | —  | - BPI: Silver                                                              | Following My Intuition    |
| «Ain’t Giving Up» (в сотрудничестве с Sigala)                                      | 2016 | 23  | —  | —  | —  | 57 | —  | —  | —  | —  | —  | - BPI: Gold                                                                | Following My Intuition    |
| «Change My Love»                                                                   | 2016 | —   | —  | —  | —  | —  | —  | —  | —  | —  | —  |                                                                            | Following My Intuition    |
| «All We Needed»                                                                    | 2016 | 42  | —  | —  | —  | —  | —  | —  | —  | —  | —  |                                                                            | Following My Intuition    |
| «Heartline»                                                                        | 2017 | 24  | —  | —  | —  | 85 | —  | —  | —  | —  | —  | - BPI: Gold                                                                | The Time Is Now           |
| «I Know You» (при участии Bastille)                                                | 2017 | 5   | —  | —  | 92 | 30 | —  | —  | —  | 65 | —  | - BPI: Platinum                                                            | The Time Is Now           |
| «Magic» (при участии Yxng Bane)                                                    | 2018 | —   | —  | —  | —  | —  | —  | —  | —  | —  | —  |                                                                            | The Time Is Now           |
| «When You Know What Love Is»                                                       | 2019 | 52  | —  | —  | —  | —  | —  | —  | —  | —  | —  |                                                                            | Неальбомный сингл         |
| «Do You Miss Me Much»                                                              | 2019 | —   | —  | —  | —  | —  | —  | —  | —  | —  | —  |                                                                            | Неальбомный сингл         |
| «Who You Are» (в сотрудничестве с MNEK)                                            | 2021 | 39  | —  | —  | —  | 85 | —  | —  | —  | —  | —  | - BPI: Silver                                                              | 22                        |
| «My Heart’s Been Waiting for You» (при участии Duvall)                             | 2022 | —   | —  | —  | —  | —  | —  | —  | —  | —  | —  |                                                                            | 22                        |
| «G Love» (при участии Nippa)                                                       | 2022 | —   | —  | —  | —  | —  | —  | —  | —  | —  | —  |                                                                            | 22                        |
| «DNA» (в сотрудничестве с Galantis)                                                | 2022 | —   | —  | —  | —  | —  | —  | —  | —  | —  | —  |                                                                            | 22                        |
| «Have Yourself a Merry Little Christmas»                                           | 2022 | —   | —  | —  | —  | —  | —  | —  | —  | —  | —  |                                                                            | Неальбомный сингл         |
| «In Your Hands»                                                                    | 2024 | —   | —  | —  | —  | —  | —  | —  | —  | —  | —  |                                                                            | Commitment                |
| «SOS»                                                                              | 2025 | —   | —  | —  | —  | —  | —  | —  | —  | —  | —  |                                                                            | Commitment                |
| «Commitment» (в сотрудничестве с Тивой Сэвидж)                                     | 2025 | —   | —  | —  | —  | —  | —  | —  | —  | —  | —  |                                                                            | Commitment                |
| «Wake Up»                                                                          | 2025 | —   | —  | —  | —  | —  | —  | —  | —  | —  | —  |                                                                            | Commitment                |
| «In It With You» (в сотрудничестве с Джоджо)                                       | —    | —   | —  | —  | —  | —  | —  | —  | —  |    |    |                                                                            |                           |
| "—" означает, что сингл не попал в чарт, либо не был выпущен на данной территории. |      |     |    |    |    |    |    |    |    |    |    |                                                                            |                           |

### Как приглашённый артист
| «Something» (Fagin при участии Крейга Дэвида) (uncredited)                         | 1997 | —  | —  | —   | —  | —  | —  | —  | —  | —  |                 | Неальбомный сингл             |
| «What Ya Gonna Do» (Artful Dodger при участии Крейга Дэвида)                       | 1998 | —  | —  | —   | —  | —  | —  | —  | —  | —  |                 | It’s All About the Stragglers |
| «Re-Rewind (The Crowd Say Bo Selecta)» (Artful Dodger при участии Крейга Дэвида)   | 1999 | 2  | 62 | —   | 49 | 15 | 18 | 4  | 53 | 88 | - BPI: Platinum | It’s All About the Stragglers |
| «Woman Trouble» (Artful Dodger при участии Крейга Дэвида и Робби Крейга)           | 2000 | 6  | 68 | —   | 95 | 31 | —  | 63 | —  | 98 | - BPI: Silver   | It’s All About the Stragglers |
| «This Is the Girl» (Kano при участии Крейга Дэвида)                                | 2007 | 18 | —  | —   | —  | —  | —  | —  | —  | —  |                 | London Town                   |
| «Do It on My Own» (Remady при участии Крейга Дэвида)                               | 2010 | —  | —  | 12  | —  | —  | —  | —  | —  | 28 |                 | No Superstar                  |
| «Sex in the Bathroom» (Тимати при участии Крейга Дэвида)                           | 2012 | —  | —  | —   | —  | —  | —  | —  | —  | —  |                 | SWAGG                         |
| «Bits 'n Pieces» (Дим Крис при участии Крейга Дэвида и Rosette)                    | 2012 | —  | —  | —   | —  | —  | —  | —  | —  | —  |                 | Неальбомный сингл             |
| «Our Love» (Stereo Palma при участии Крейга Дэвида)                                | 2012 | —  | —  | —   | —  | —  | —  | —  | —  | —  |                 | Неальбомный сингл             |
| «Addicted» (DJ Assad при участии Мохомби, Крейга Дэвида и Грега Пэриса)            | 2012 | —  | —  | 97  | —  | —  | —  | —  | —  | —  |                 | Неальбомный сингл             |
| «Discoball» (Kaya при участии Крейга Дэвида)                                       | 2013 | —  | —  | —   | —  | —  | —  | —  | —  | —  |                 | Неальбомный сингл             |
| «No Holding Back» (Hardwell при участии Крейга Дэвида)                             | 2016 | —  | —  | —   | —  | —  | —  | —  | —  | —  |                 | Following My Intuition        |
| «Bang Bang» (DJ Fresh и Дипло при участии R. City, Селы Сью и Крейга Дэвида)       | 2016 | —  | —  | —   | —  | —  | —  | —  | —  | —  |                 | Неальбомные синглы            |
| "Bridge over Troubled Water" (как часть Artists for Grenfell)                      | 2017 | 1  | 53 | 111 | —  | 25 | —  | —  | —  | 90 | - BPI: Gold     | Неальбомные синглы            |
| «Intimate» (Yungen при участии Крейга Дэвида)                                      | 2018 | —  | —  | —   | —  | —  | —  | —  | —  | —  |                 | Неальбомные синглы            |
| «Sober» (Nile Rodgers & Chic при участии Крейга Дэвида и Стеффлон Дон)             | 2018 | —  | —  | —   | —  | —  | —  | —  | —  | —  |                 | It’s About Time               |
| «No Drama» (Джеймс Хайп при участии Крейга Дэвида)                                 | 2018 | 24 | —  | —   | —  | —  | —  | —  | —  | —  | - BPI: Gold     | Неальбомный сингл             |
| «Sunshine» (Big Narstie при участии Крейга Дэвида и Star.One)                      | 2018 | —  | —  | —   | —  | —  | —  | —  | —  | —  |                 | BDL Bipolar                   |
| "Really Love" (KSI при участии Крейга Дэвида и Digital Farm Animals)               | 2020 | 3  | —  | —   | —  | 18 | —  | —  | —  | —  | - BPI: Platinum | All Over the Place            |
| «It’s All Love» (Toddla T при участии Крейга Дэвида)                               | 2022 | —  | —  | —   | —  | —  | —  | —  | —  | —  |                 | Steeze Factory, Vol. 1 — EP   |
| «Abracadabra» (Вес Нельсон при участии Крейга Дэвида)                              | 2024 | 37 | —  | —   | —  | 55 | —  | —  | —  | —  |                 | Неальбомный сингл             |
| "—" означает, что сингл не попал в чарт, либо не был выпущен на данной территории. |      |    |    |     |    |    |    |    |    |    |                 |                               |

## Другие песни в чарте
| Название | Год  | Строчки в хит-парадах | Альбом                 |
| Название | Год  | UK                    | Альбом                 |
| -------- | ---- | --------------------- | ---------------------- |
| «16»     | 2016 | 64                    | Following My Intuition |

## Другие появления
| Название                                                                                               | Год  | Альбом                                |
| --- | ---- | ------------------------------------- |
| «No More» (Guru при участии Крейга Дэвида)                                                             | 2000 | Guru’s Jazzmatazz, Vol. 3: Streetsoul |
| «What You Gonna Do?» (Artful Dodger при участии Крейга Дэвида)                                         | 2000 | It’s All About the Stragglers         |
| «Bad Boy» (Kano при участии Крейга Дэвида)                                                             | 2007 | London Town                           |
| «My First Love»                                                                                        | 2008 | Sex and the City soundtrack           |
| «Everways» (Али Кэмпбелл при участии Крейга Дэвида)                                                    | 2009 | Flying High                           |
| «Stuck in the Middle» (Джей Шон при участии Крейга Дэвида)                                             | 2009 | All or Nothing                        |
| «Fly Away» (In the Screen vs. Рони Сейкали при участии Крейга Дэвида)                                  | 2011 | Subliminal Invasion                   |
| «Get Drunk Up» (Эрик Морилло при участии Крейга Дэвида)                                                | 2011 | Внеальбомный сингл                    |
| «Freak on the Dancefloor» (Blackout Mode при участии Крейга Дэвида)                                    | 2011 | Внеальбомный сингл                    |
| «Good Time» (Кельвин Харрис при участии Крейга Дэвида)                                                 | 2012 | Внеальбомный сингл                    |
| «Got It Good» (Kaytranada при участии Крейга Дэвида)                                                   | 2016 | 99.9%                                 |
| «Reload» (Chase & Status при участии Крейга Дэвида)                                                    | 2017 | Tribe                                 |
| «You Don’t Know Me» (Пит Тонг, Джюлз Бакли и The Heritage Orchestra при участии Крейга Дэвида)         | 2017 | Ibiza Classics                        |
| «I Know» (Big Zuu при участии Крейга Дэвида)                                                           | 2018 | Content With Content                  |
| «Come Alive»                                                                                           | 2018 | The Greatest Showman: Reimagined      |
| «We Were Just Kids» (Clean Bandit при участии Крейга Дэвида и Кирстен Джой)                            | 2018 | What Is Love?                         |
| «Would I Lie To You?» (Other People's Heartache & Bastille featuring Kianja, S-X & Craig David)        | 2018 | Other People’s Heartache, Pt. 4       |
| «Don’t Let Go (Love)» (Other People's Heartache & Bastille при участии Крейга Дэвида, Kianja & Swarmz) | 2018 | Other People’s Heartache, Pt. 4       |
| «Different Wave» (Deno при участии Крейга Дэвида)                                                      | 2021 | Boy Meets World                       |

## Написание песен
| Название         | Год  | Исполнитель                                    | Альбом                      | Примечания                             |
| ---------------- | ---- | ---------------------------------------------- | --------------------------- | -------------------------------------- |
| «I’m Ready»      | 1997 | Damage                                         | —                           | Сторона «Б» сингла «Wonderful Tonight» |
| «Komen En Gaan»  | 2010 | Mathieu & Guillaume                            | Kleinste Sterren            |                                        |
| «Fade Out Lines» | 2011 | Nouvelle Vague, Фиби Киллдир, The Short Straws | Nouvelle Vague: The Singers |                                        |
| «Recovery»       | 2013 | Джастин Бибер                                  | Journals                    | UK number 28, US number 41             |
| «For Free»       | 2016 | DJ Khaled, Дрейк                               | Major Key                   | UK number 25, US number 13             |

## Ремиксы
| Название         | Год  | Исполнитель                | Альбом |
| ---------------- | ---- | -------------------------- | ------ |
| «Loyal»          | 2013 | Крис Браун, Лил Уэйн, Tyga | X      |
| "Touchin, Lovin" | 2014 | Трей Сонгз, Ники Минаж     | Trigga |

## Видеоклипы

### Как ведущий артист
| Название                                                                  | Режиссёр               |
| ------------------------------------------------------------------------- | ---------------------- |
| «Re-Rewind (The Crowd Say Bo Selecta)» (в сотрудничестве с Artful Dodger) | Chris Vincze           |
| «Fill Me In» (UK version)                                                 | Max & Dania            |
| «7 Days»                                                                  | Max & Dania            |
| «Walking Away» (UK version)                                               | Max & Dania            |
| «Rendezvous»                                                              | Max & Dania            |
| «Fill Me In» (US version)                                                 | Darren Grant           |
| «Walking Away» (US version)                                               | Lenny Bass             |
| «What’s Your Flava?»                                                      | Little X               |
| «Hidden Agenda»                                                           | Calabazitaz            |
| «Rise & Fall» (при участии Стинга)                                        | Max & Dania            |
| «Rise & Fall» (studio version) (при участии Стинга)                       | Simon Poontip          |
| «Spanish»                                                                 | Calabazitaz            |
| «Personal» (Unreleased)                                                   | Calabazitaz            |
| «World Filled With Love»                                                  | Calabazitaz            |
| «You Don’t Miss Your Water ('Til the Well Runs Dry)»                      |                        |
| «All the Way»                                                             | Max & Dania            |
| «Don’t Love You No More (I’m Sorry)»                                      | Robert Hales           |
| «Unbelievable»                                                            | Robert Hales           |
| "This Is the Girl" (в сотрудничестве с Kano)                              | Paul Minor             |
| «Hot Stuff (Let’s Dance)»                                                 | Justin Francis         |
| «6 of 1 Thing»                                                            | Phil Griffin           |
| «Officially Yours»                                                        | Barnaby Roper          |
| «Where’s Your Love» (при участии Тинчи Страйдера)                         | Steve Kemsley          |
| «Insomnia»                                                                | Sarah Chatfield        |
| «Walking Away» (Italian version) (при участии Нека)                       |                        |
| «Walking Away» (German version) (при участии Monrose)                     |                        |
| «Walking Away» (French version) (при участии Lynnsha)                     |                        |
| «Walking Away» (Spanish version) (при участии Алекса Убаго)               |                        |
| «One More Lie (Standing in the Shadows)»                                  | Dale "Rage" Resteghini |
| «All Alone Tonight (Stop, Look, Listen)»                                  |                        |
| «Do It on My Own» (Remady при участии Крейга Дэвида)                      |                        |
| «Sex in the Bathroom» (Тимати при участии Крейга Дэвида)                  | Павел Худяков          |
| «Bits N Pieces» (Дим Крис при участии Крейга Дэвида и Rosette)            |                        |
| «Addicted» (DJ Assad при участии Мохомби, Крейга Дэвида и Грега Пэриса)   | Adelio Menegatti       |
| «When the Bassline Drops» (в сотрудничестве с Big Narstie)                | Крейг Дэвид            |
| «One More Time»                                                           |                        |
| «Ain’t Giving Up» (в сотрудничестве с Sigala)                             |                        |
| «16»                                                                      |                        |
| «All We Needed»                                                           |                        |
| «Change My Love»                                                          |                        |
| «No Holding Back» (в сотрудничестве с Hardwell)                           |                        |
| «Nothing Like This» (в сотрудничестве с Blonde)                           |                        |
| «In Your Hands»                                                           | Lx                     |
| «SOS»                                                                     | MFB                    |
| «Commitment»                                                              | MFB                    |
| «Wake Up»                                                                 | Josue Samuel           |

### Другие появления
| Год  | Название                          | Исполнитель | Режиссёр         | Ref.   |
| ---- | --------------------------------- | ----------- | ---------------- | ------ |
| 2014 | «Imagine» (UNICEF: World version) | Разные      | Michael Jurkovac | [ 51 ] |